# Pterolophia chebana
Pterolophia chebana là một loài bọ cánh cứng trong họ Cerambycidae.